# Sylvia Sidney
Sylvia Sidney (Bronx, Nova York, 8 d'agost de 1910 − Nova York, 1 de juliol de 1999) va ser una actriu estatunidenca.

## Biografia
Filla d'immigrants jueus vinguts de Rússia i Romania, va assistir a escoles públiques de Nova York, i després a l'Escola de Teatre Guild de Manhattan.
Actuà en els escenaris teatrals a Washington als setze anys abans de destacar a Broadway, on debutà amb The Squall. Contractada pel prestigiós estudi Paramount el 1931, treballà amb Marlene Dietrich, Carole Lombard, Kay Francis, Mae West, Claudette Colbert, i altres estrelles femenines de la firma els anys trenta.
Segons Christian Viviani, "suggereix idealment la noia d'origen pobre, angoixada, tipus clàssic del cinema mut que encara es va allargar un temps". Especialitzada en papers de víctima, com a Fay Wray, té el seu millor paper en aquesta vena interpretant una mare soltera a Jennie Gerhardt (1933), de Theodore Dreiser. Actua igualment a Madame Butterfly, Mary Burns, Fugitive, Thirty Day Princess...
Encadena les prestigioses col·laboracions amb Rouben Mamoulian (City Streets, Josef von Sternberg (The Trail of the Lonesome Pine, King Vidor, Mitchell Leisen, Wesley Ruggles, Henry Hathaway, Alfred Hitchcock, William Wyler, més tard Frank Lloyd, William Dieterle i Lewis Milestone. Sobretot Fritz Lang li ofereix dues de les seves pel·lícules més famoses: Només es viu una vegada i You and Me.
Sylvia Sidney, lògicament, porta una gran carrera de seductora a la pantalla, passant de Gary Cooper i Cary Grant a Henry Fonda, col·leccionant els joves (Fredric March, Robert Young, Herbert Marshall, Melvyn Douglas) i alguns durs (George Bot, Spencer Tracy, Humphrey Bogart, James Cagney), una llista que es clou amb John Hodiak. Interpreta també les heroïnes de Dashiell Hammett i de Victor Hugo (paper de Fantine).
Al començament dels anys 1950, l'actriu es dedica gairebé exclusivament a la televisió. A l'atzar dels rodatges, es creua amb Christopher Plummer, Lee Remick, Mary Astor (supervivent del mut), Farley Granger, George Brent o Ronald Reagan, és dirigida per Arthur Penn i George Roy Hill, amb guions per al telefilm Escape de Bruce Geller i Gene Roddenberry. El 1985, el telefilm An Early Frost, amb Gena Rowlands, Ben Gazzara i Aidan Quinn, que tracta de l'homosexualitat i de la sida, és unànimement aplaudit i suposa per a Sylvia Sidney un premi d'interpretació.
En el cinema, les seves participacions de tant en tant en films de suspens com Violent Saturday (1955) i la terrorífica Damien: Omen II (1978) són en el record dels cinèfils més joves. Però l'antiga glòria de la Paramount està més acostumada a les sèries com Starsky and Hutch (1976), The Love Boat, Magnum, Thirtysomething, Diagnosis Murder (1993)...
Al final de la seva carrera, la seva presència a les pel·lícules Beetlejuice (1988) i Mars Attacks! (1996), de Tim Burton, li van suposar una recuperació de la popularitat. Apareix per l'última vegada a la pantalla en els set episodis de la nova sèrie Fantasy Island el 1998.

## Filmografia
- 1929: Thru Different Eyes: Valerie Briand
- 1930: Five Minutes from the Station: Carrie Adams
- 1931: City Streets: Nan Cooley
- 1931: Confessions of a Co-Ed: Patricia
- 1931: An American Tragedy: Roberta 'Bert' Alden
- 1931: Street Scene: Rose Maurrant
- 1931: Ladies of the Big House: Kathleen Storm McNeil
- 1932: The Miracle Man: Helen Smith
- 1932: Merrily We Go to Hell: Joan Prentice
- 1932: Make Me a Star: Cameo
- 1932: Madame Butterfly: Cho-Cho San
- 1933: Pick-up: Mary Richards
- 1933: Jennie Gerhardt: Jennie Gerhardt
- 1934: Good Dame: Lillie Taylor
- 1934: Thirty Day Princess: Princesa Catterina / Nancy Lane
- 1934: Behold My Wife: Tonita Storm Cloud
- 1935: Accent on Youth: Linda Brown
- 1935: Mary Burns, Fugitive: Mary Burns
- 1936: The Trail of the Lonesome Pine: June Tolliver
- 1936: Fury: Katherine Grant
- 1936: Sabotage: Mrs. Verloc
- 1937: Només es viu una vegada (You Only Live Once): Joan Graham Taylor
- 1937: Punt mort (Dead End): Drina Gordon
- 1938: You and Me: Helen Dennis
- 1939: One Third of a Nation: Mary Rogers
- 1941: The Wagons Roll at Night: Flo Lorraine
- 1945: Sang sobre el sol (Blood on the Sun): Iris Hilliard
- 1946: The Searching Wind: Cassie Bowwman
- 1946: Mr. Ace: Margaret Wyndham Chase
- 1947: Love from a Stranger: Cecily Harrington
- 1952: Les Misérables: Fantine
- 1955: Violent Saturday: Elsie Braden
- 1956: Behind the High Wall: Hilda Carmichael
- 1971: Do Not Fold, Spindle, or Mutilate (TV): Elizabeth Gibson
- 1973: Summer Wishes, Winter Dreams: Mrs. Pritchett
- 1975: The Secret Night Caller (TV): Kitty
- 1975: Winner Take All (TV): Anne Barclay
- 1976: Death at Love House (TV): Clara Josephs
- 1976: God Told Me To: Elizabeth Mullin
- 1977: Raid on Entebbe (TV): Dora Bloch
- 1977: Snowbeast (TV): Mrs. Carrie Rill
- 1977: I Never Promised You a Rose Garden: Miss Coral
- 1978: Siege (TV): Lillian Gordon
- 1978: La maledicció de Damien (Damien: Omen II): Tia Marion
- 1980: The Gossip Columnist (TV): Alma Lewellyn
- 1980: F.D.R.: The Last Year (TV): Cousine Polly
- 1980: The Shadow Box (TV): Felicity
- 1981: A Small Killing (TV): Sadie Ross
- 1982: Come Along with Me (TV): Mrs. Flanner
- 1982: Hammett: Donaldina Cameron
- 1982: Having It All (TV): Marney
- 1983: The Brass Ring (TV): Àvia
- 1983: Copkiller: Margaret Smith
- 1985: Finnegan Begin Again (TV): Margaret Finnegan
- 1985: An Early Frost (TV): Beatrice McKenna
- 1986: Morningstar/Eveningstar (sèrie TV): Binnie Baylor
- 1987: The Witching of Ben Wagner (TV): Grammy (Àvia de Regina)
- 1987: Pals (TV): Fern Stobbs
- 1988: Beetlejuice: Juno
- 1990: Andre's Mother (TV): Àvia d'André
- 1992: Un amor de tardor (Used People): Becky
- 1996: Mars Attacks!: Àvia Florence Norris

## Premis i nominacions

### Premis
- 1986. Globus d'Or al millor actor secundari en una sèrie, una minisèrie o telefilm per a An Early Frost

### Nominacions
- 1963. Emmy a la millor actriu per The Defenders
- 1974. Oscar a la millor actriu secundària per Summer Wishes, Winter Dreams
- 1974. Globus d'Or a la millor actriu secundària per Summer Wishes, Winter Dreams
- 1975. BAFTA a la millor actriu secundària per Summer Wishes, Winter Dreams
- 1986. Emmy a la millor actriu en minisèrie o especial per An Early Frost